# 渡辺勝 (野球)
渡辺 勝（わたなべ まさる、1993年10月14日 - ）は、神奈川県横浜市港南区出身の社会人野球選手、元プロ野球選手（外野手）。右投左打。

## 経歴

### プロ入り前
横浜市立丸山台中学校時代は戸塚シニアに所属し、荒川博の主宰する「荒川道場」で打撃指導を受けた。
東海大相模高校に進学後、1年秋から1番で活躍。1学年先輩のエース一二三慎太、大城卓三らを擁して、1年春の第82回選抜高等学校野球大会、2年夏の第92回全国高等学校野球選手権大会に出場。特に第92回大会では打率.429を記録し、準優勝に貢献した。決勝戦の興南高校戦では島袋洋奨から2安打を放っている。翌年（2年春）には第83回選抜高等学校野球大会に出場し、1番打者として打率.417と活躍。決勝の三好匠、髙城俊人擁する九州国際大付属高校戦にて、三好から3安打を放ち、優勝に貢献した。3年夏は神奈川県大会5回戦で乙坂智、近藤健介、柳裕也ら擁する横浜高校に敗れた。甲子園には通算11試合出場し、打率.408、49打数20安打7打点の成績を上げた。同期には菅野剛士、大学で共にプレーする田中俊太がいる。
東海大学に進学後、1年秋から試合に出場し、14年秋・15年春とベストナインを獲得。15年秋は打率.391を記録し、首都大学リーグMVPに輝いた。3年時の全日本大学野球選手権大会にて優勝。野球部の同期に中川皓太、吉田侑樹がいる。
2015年10月22日のドラフト会議にて中日ドラゴンズに育成6巡目で指名され、支度金200万円、年俸300万円で入団。背番号は212。

### 中日時代
2016年、二軍公式戦64試合に出場し、打率.275、1本塁打、21打点、8盗塁の成績を残した。
2017年、二軍公式戦67試合に出場し、打率.228、3本塁打、16打点、3盗塁の成績を残した。10月9日からのみやざきフェニックス・リーグでは、打率.324、5盗塁の好成績を挙げる。11月25日から台湾で開催された2017アジアウインターベースボールリーグでは、NPBウエスタン選抜に選出された。
2018年、シーズン終了後の11月18日に、球団より支配下選手契約への移行が発表された。背番号は31。
2019年は、初の開幕一軍入りを果たし、プロ初安打を含む4安打を記録。
2020年は、前年に続き開幕一軍入りを果たすも、結果を残せず登録抹消となった。その後は二軍で復調し、ウエスタン・リーグ首位打者となる。その活躍が買われ、故障離脱した平田良介と入れ替わりで9月下旬に一軍再昇格となった。しかし、翌月に体幹のコンディショニング不良により戦線を離脱し、そのままシーズンを終えた。最終的に一軍では打率.200という結果だったが、二軍では規定打席未到達ながら打率.392、OPS.993という高成績を残した。
2021年は、シーズン後半の8月13日に出場選手登録され、同月17日の広島東洋カープ戦（バンテリンドーム）ではプロ入り初となる本塁打を放った。その後もシーズン終了まで一軍帯同し、最終的には自己最多となる48試合に出場した。
2022年は、鵜飼航丞や岡林勇希ら若手選手の台頭もあり、一軍では10試合の出場にとどまった。10月4日、戦力外通告を受ける。

### 中日退団後
2023年3月、日本野球連盟に新規加盟したばかりのクラブチーム・ARC九州に、6月の第47回全日本クラブ野球選手権大会福岡県予選から合流し、プレーを続けている。コーチも兼任する。

## 選手としての特徴・人物
俊足巧打が魅力の外野手。王貞治を育てた荒川博の最後の弟子として知られ、打撃フォームは王さながらの一本足打法が特徴。

## 詳細情報

### 年度別打撃成績
| 年 度     | 球 団     | 試 合 | 打 席 | 打 数 | 得 点 | 安 打 | 二 塁 打 | 三 塁 打 | 本 塁 打 | 塁 打 | 打 点 | 盗 塁 | 盗 塁 死 | 犠 打 | 犠 飛 | 四 球 | 敬 遠 | 死 球 | 三 振 | 併 殺 打 | 打 率 | 出 塁 率 | 長 打 率 | O P S |
| --------- | --------- | ----- | ----- | ----- | ----- | ----- | -------- | -------- | -------- | ----- | ----- | ----- | -------- | ----- | ----- | ----- | ----- | ----- | ----- | -------- | ----- | -------- | -------- | ----- |
| 2019      | 中日      | 27    | 29    | 27    | 3     | 4     | 2        | 0        | 0        | 6     | 2     | 1     | 0        | 0     | 1     | 1     | 0     | 0     | 11    | 0        | .148  | .172     | .222     | .395  |
| 2020      | 中日      | 19    | 16    | 15    | 6     | 3     | 0        | 0        | 0        | 3     | 0     | 0     | 0        | 0     | 0     | 1     | 0     | 0     | 6     | 0        | .200  | .250     | .200     | .450  |
| 2021      | 中日      | 48    | 134   | 119   | 13    | 25    | 2        | 0        | 2        | 33    | 11    | 3     | 3        | 6     | 0     | 9     | 0     | 0     | 25    | 1        | .210  | .266     | .277     | .543  |
| 2022      | 中日      | 10    | 9     | 9     | 0     | 2     | 0        | 0        | 0        | 2     | 0     | 0     | 0        | 0     | 0     | 0     | 0     | 0     | 3     | 0        | .222  | .222     | .222     | .444  |
| 通算：4年 | 通算：4年 | 104   | 188   | 170   | 22    | 34    | 4        | 0        | 2        | 44    | 13    | 4     | 3        | 6     | 1     | 11    | 0     | 0     | 45    | 1        | .200  | .247     | .259     | .506  |

### 年度別守備成績
| 年 度 | 球 団 | 外野  | 外野  | 外野  | 外野  | 外野  | 外野     |
| 年 度 | 球 団 | 試 合 | 刺 殺 | 補 殺 | 失 策 | 併 殺 | 守 備 率 |
| ----- | ----- | ----- | ----- | ----- | ----- | ----- | -------- |
| 2019  | 中日  | 9     | 3     | 0     | 0     | 0     | 1.000    |
| 2020  | 中日  | 10    | 5     | 0     | 0     | 0     | 1.000    |
| 2021  | 中日  | 40    | 54    | 0     | 1     | 0     | .982     |
| 2022  | 中日  | 2     | 2     | 0     | 0     | 0     | 1.000    |
| 通算  | 通算  | 61    | 64    | 0     | 1     | 0     | .985     |

### 記録
初記録
- 初出場・初打席：2019年3月29日、対横浜DeNAベイスターズ1回戦（横浜スタジアム）、9回表に加藤匠馬の代打で出場、山﨑康晃から見逃し三振
- 初打点：2019年4月2日、対広島東洋カープ1回戦（ナゴヤドーム）、8回裏にヘロニモ・フランスアから中犠飛
- 初安打：2019年4月14日、対阪神タイガース3回戦（阪神甲子園球場）、5回表に西勇輝から中前安打
- 初盗塁：同上、5回表に二盗（投手：西勇輝、捕手：梅野隆太郎）
- 初先発出場：2019年5月1日、対読売ジャイアンツ4回戦（東京ドーム）、1番・左翼手で先発出場
- 初本塁打：2021年8月17日、対広島東洋カープ15回戦（バンテリンドーム ナゴヤ）、8回裏にケムナ誠から右越ソロ

### 背番号
- 212（2016年 - 2018年）
- 31（2019年 - 2022年）

### 代表歴
- 2017アジアウインターベースボールリーグ：NPBウエスタン選抜[8]

### 登場曲
- 「Beautiful」CREAM（2019年 - 2021年9月）
- 「アカリ」GReeeeN（2021年10月 - 2022年）